# Je suis folle de vous
Mon amour, mon ami est une chanson de Marie Laforêt, initialement parue en 1967 sur l'EP Marie Laforêt vol. XIII (aussi appelé Mon amour, mon ami d'après la première piste),.

## Développement et composition
La chanson a été écrite par A. Izola et Ch. Farel.

## Liste des pistes
EP 7" 45 tours Marie Laforêt vol. XIII (1967, Festival FX 1531 M)
A1. Mon amour, mon ami
A2. Sébastien
B1. Je suis folle de vous
B2. Mon village au fond de l'eau

## Classements
Mon amour, mon ami / Je suis folle de vous,
| Classement (1967)                       | Meilleure position |
| --------------------------------------- | ------------------ |
| Belgique (Wallonie Ultratop 50 Singles) | 25                 |

## Reprises
La chanson a été reprise par la chanteuse yougoslave Daliborka Stojšić en 1968 (en serbe-croate sous le titre Luda sam zbog vas),.